# Duchesne megye
Duchesne megye az Amerikai Egyesült Államokban, azon belül Utah államban található. Megyeszékhelye Duchesne, legnagyobb városa Roosevelt. Lakosainak száma 19 596 fő (2020. április 1.). Duchesne megye Summit, Daggett, Uintah, Carbon, Utah és Wasatch megyékkel határos.

## Népesség
A megye népességének változása:
| Lakosok száma | 18 620 | 18 838 | 19 245 | 20 308 | 20 862 | 19 596 |
|               | 2010   | 2011   | 2012   | 2013   | 2015   | 2020   |